# Eusarsiella bakeri
Eusarsiella bakeri är en kräftdjursart som beskrevs av Louis S. Kornicker 1986. Eusarsiella bakeri ingår i släktet Eusarsiella och familjen Sarsiellidae. Inga underarter finns listade i Catalogue of Life.